# 강민호 (1975년)
강민호(1975년 4월 4일 ~ )는 대한민국의 배우이다.

## 학력
- 중앙대학교
- 고려대학교

## 주요 출연작

### 영화
- 변신 (2022년)
- 식객(2007년)
- 마지막 편견(1999년)

### 텔레비전 드라마
- 대조영(KBS 1TV)
- 자매바다
- 베스트 극장(이상 MBC.)
- 술의 나라(SBS)

### 연극
- 클로디어스 비하인드 (2021년)
- 술집(2007년)
- 죽은 시인의 사회(2006년)
- 나생문(2005년)
- 길 위에서(2004년)
- 노틀담의 꼽추(2002년)